# Hooker Lake
Der Hooker Lake ist ein Gletschersee in der Region Canterbury auf der Südinsel von Neuseeland.

## Geographie
Der Hooker Lake befindet sich in den Neuseeländischen Alpen am südsüdwestlichen Ende des Hooker Glacier und zwischen den Aroarokaehe Range im Westen und den Kirikirikatata / Mount Cook Range im Osten. Der Gletschersee besitzt eine ungefähre Größe von 1,5 km² mit variablem Wasserspiegel. Die Länge des Sees beträgt rund 2,66 km in Nordnordost-Südsüdwest-Richtung und seine Breite kommt auf rund 690 m. Der Gletschersee befindet sich auf einer Höhe von rund 880 m und wird von bis zu über 2700 m hohen Bergen umgeben. Der See selbst kommt auf eine maximale Tiefe von rund 140 m.
Gespeist wird der Hooker Lake durch den Hooker Glacier und verschiedenen Gebirgsbächen die westlich und östlich ihre Wässer zutragen. Der Abfluss des Sees befindet sich am südlichen Ende des Gewässers und speist zunächst einen weiteren Gletschersee, der Mueller Glacier genannt wurde. Von dort aus fließt dann der Hooker River nach Südosten und mündet rechtsseitig in den Tasman River.